# José Conesa Arteaga
José Conesa Arteaga (m. 1939) va ser un polític espanyol.

## Biografia
Membre de les Joventuts Socialistes Unificades (JSU) i del Partit Comunista d'Espanya (PCE), després de l'esclat de la Guerra civil es va unir a les forces republicanes. Al desembre de 1936 va ser posat al capdavant d'una brigada especial de la policia, encarregada de la localització i detenció d'elements quintacolumnistas. Més endavant passaria a formar part de comissari polític de l'Exèrcit Popular de la República. Durant la contesa va exercir com a comissari de la 53a Brigada Mixta i de la 7a Divisió, totes elles desplegades al front del Centre. Al març de 1939 es va significar durant l'anomenat cop de Casado, oposant-se a la revolta.
Detingut posteriorment pels casadistes, va ser jutjat, condemnat a mort i afusellat al costat del coronel Luis Barceló.